# 七星山 (桂林)
七星山位于中华人民共和国广西壮族自治区桂林市市区东部。因其七座山峰海拔相近，布局与北斗七星相似，故而得名。七星山已被划在桂林七星公园范围之内。

## 景点
七星山整体由普陀山的天枢、天璇、天玑、天权四座山峰以及月牙山玉衡、开阳、瑶光三座峰组成。山上有著名的七星岩景点。